# Коряки
Коряките са коренно население на Камчатка, Русия. Живеят основно в Корякския автономен окръг, но има и малки популации в Магаданска област и Чукотския автономен окръг. Населеното място с най-голям дял корякско население е Палана.
Коряките се делят на две основни групи: брегови коряки, които се занимават основно с риболов, и тундрови коряки, които се занимават основно с еленовъдство. Езикът им е много близък до езика на чукчите. Разчитат главно на северните елени за прехрана и за направата на дрехи. Най-ранните сведения за коряките идват от казака Владимир Атласов през 17 век, когато той покорява Камчатка.